# 5074 Goetzoertel
5074 Goetzoertel eller 1949 QQ1 är en asteroid i huvudbältet, som upptäcktes 24 augusti 1949 av Indiana Asteroid Program vid Indiana University Bloomington med Goethe Link Observatory. Asteroiden har fått sitt namn efter Goetz Oertel.
Asteroiden har en diameter på ungefär 13 kilometer och den tillhör asteroidgruppen Eos.